# 河北梆子
河北梆子是至今仍然活躍在舞臺上的中國古老戲曲劇種之一，至今約有兩百多年歷史。它源於山西、陝西的梆子腔，屬梆子腔系的一個支脈，流行於河北省南部、天津和北京。河北梆子还流传山东、河南、黑龙江、吉林、辽宁以及内蒙古等地，在长江以南的活动基地，主要是上海、武汉等地。河北梆子唱腔集三地的民風音韻為一體，曲调高亢激昂，有“燕赵多慷慨悲歌之士”的风范，适合演唱悲壮内容的戏剧。2006年5月20日，河北梆子经中国国务院批准列入第一批国家级非物质文化遗产名录。

## 历史
歷史上，河北梆子曾有過「直隸梆子」、「京梆子」、「衛梆子」等幾種名稱，但這些名稱只是不同階段的稱呼，應非是指派別。河北梆子進入第二個階段——「衛梆子」之後，形成了固定的唱腔體系，然後在三個地區中依自身的條件繼續發展。
著名的河北梆子大师裴艳玲的演出曾轰动香港和新加坡，尤其是她饰演的钟馗，形神兼备唱腔高亢，突出地表现了钟馗因为貌丑落第的无奈心情。河北梆子和河南梆子的风格相近，渊源较深。

## 著名演员
裴艳玲：代表剧目《钟馗》（饰钟馗）、《哪咤闹海》（饰哪咤）
田春鸟：代表剧目《蝴蝶杯》（饰田玉川）、《宝莲灯》（上部，饰刘彦昌)、《钟馗》（饰杜平）
张惠云：代表剧目《蝴蝶杯》（饰田夫人）、《陈三两》（饰陈三两）、《大登殿》（饰王宝钏）、《夜宿花庭》（饰张美英）
银达子：代表剧目《打金枝》（饰唐王）、《辕门斩子》（饰八贤王赵德芳）
齐花坦：代表剧目《宝莲灯》（饰三圣母）、《蝴蝶杯》（饰胡凤莲、卢凤英）
张淑敏:代表剧目《杜十娘》（饰杜十娘）、《洪湖赤卫队》（饰韩英）